# Lockheed Martin Cormorant

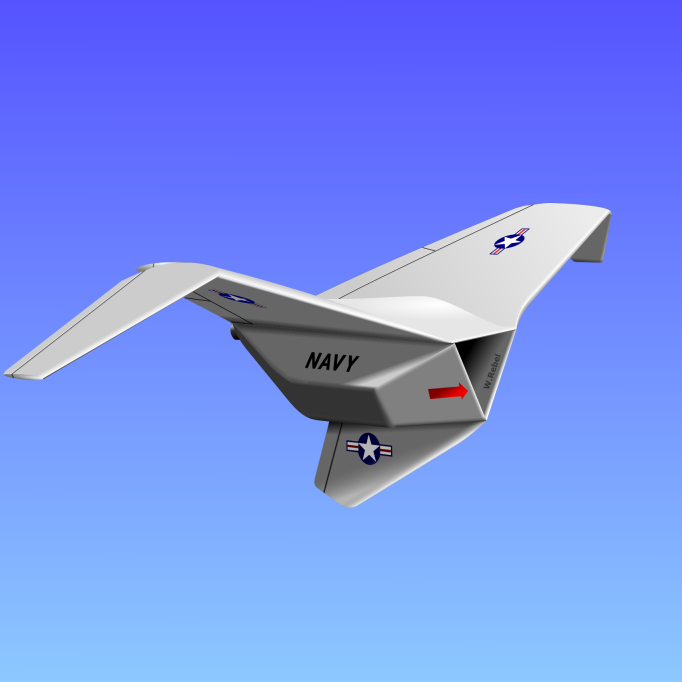
Model stroje
Cormorant
Multi Purpose Unmanned Air System

Cormorant (česky: kormorán), oficiální název: Cormorant – Multi Purpose Unmanned Air System byl projekt amerického zbrojního průmyslu, který byl reakcí na program MPUAV organizace DARPA (Defense Advanced Research Projects Agency) Měl se stát bezpilotním letounem přepravovaný ponorkou a určený k její ochraně. Tento projekt byl v roce 2008 ukončen. Ponorka měla být schopná proudový letoun vypustit, ale také zachytit i v situacích, kdy byla ponořená.

## Idea
S ideou tohoto projektu přišli výzkumníci Skunk Works, kteří navrhli využití ponorky třídy Ohio, která může nést balistické rakety Trident. Navrhli, aby v raketovém silu byl místo raktety umístěn malý letoun se skládacími křídly.
Zahajovací projekt od roku 2000 financovala agentura DARPA a týkal se financování testovacích modelů a některých palubních systémů. Zkoušky měly být dokončeny v září 2006 a podle výsledků testů rozhodnuto o financování létajícího prototypu. Podle zdrojů DARPA   měl být letoun UAV u námořnictva testován po dokončení fáze III od roku 2010. K tomu už, ale nedošlo, protože v roce 2008 došlo k ukončení projektu.

## Konstrukce
V přepravním prostoru, v raketovém silu, měl mít letoun křídla složeny k trupu. Po startu z ponorky se křídla nad hladinou měla rozložit do letové polohy. Pohon pro podvodní start a první fázi letu měly zajistit rakety, za letu pak reaktivní motory.
Vzhledem k hloubce, se kterou se počítalo pro starty letadla, tj. 46 m, měla konstrukce odolávat tlaku odpovídajícího vodního sloupce. Kormorán měl být postaven z titanu z důvodu zabránění korozi, vnitřní prostor měl být vyplněn plastovou pěnou a přetlakován inertním plynem. Pro zaručení vodotěsnosti krytů a dalších otvorů se uvažovalo o použití nafukovacího těsnění.
Návrat na ponorku měl být realizován střemhlavým přistáním s předcházejícím dobrzděním padákem. Souřadnice místa setkání měly být letadlu předány před sestupovým manévrem. Po přistání měl zůstat letoun na hladině. Po zachycení měl následovat řízené potopení po zachycení plovoucím dokovacím robotem (miniponorka), který by letoun dopravil do útrob mateřské ponorky.

## Technická náročnost
Pro spolehlivý provoz byly stanoveny hlavní body technického řešení:
- dokování letounu při návratu na mateřskou ponorku
- pevnost konstrukce a vodotěsnost
- dynamika letounu při přechodu prostředí voda/vzduch
- funkčnost a spolehlivost motorů při opakovaném ponoření ve slané vodě
- rychlý zážeh motorů při startu nad hladinou